# Operacja Sonnenblume
Operacja Sonnenblume (niem. Słonecznik) – operacja wojskowa przeprowadzona przez wojska niemieckie po przybyciu do Afryki Północnej w lutym 1941 r. podczas II wojny światowej. Po tym, jak włoska 10 Armia została zniszczona przez ataki sił brytyjskich i sojuszniczych podczas operacji Compass (9 grudnia 1940 – 9 lutego 1941), pierwsze jednostki nowo utworzonego Deutsches Afrikakorps pod dowództwem gen. Erwina Rommla wypłynęły z Neapolu i przybyły na kontynent afrykański 11 lutego 1941 r. 14 lutego czołowe jednostki 5 Dywizji Piechoty Lekkiej Afrika (później przemianowanej na 21 Dywizję Pancerną), 3. batalionu zwiadowczego i 39. batalionu niszczycieli czołgów przybyły do Trypolisu w Libii i zostały natychmiast wysłane na linię frontu w Syrcie.
Rommel przybył do Libii 12 lutego z rozkazem obrony Trypolisu i Trypolitanii, zachodniej prowincji Libii, aczkolwiek stosując agresywną taktykę. Gen. Italo Gariboldi zastąpił marsz. Rodolfo Grazianiego jako gubernatora generalnego Libii 25 marca, a gen. Mario Roatta, naczelny dowódca włoskiej Armii Królewskiej, nakazał Grazianiemu przekazać wszystkie włoskie jednostki zmotoryzowane w Libii pod dowództwo niemieckie. Pierwsi żołnierze Afrika Korps dotarli do Syrty 15 lutego i do Nofilii trzy dni później. 24 lutego niemiecka grupa rajdowa zaatakowała brytyjski patrol pod El Agheilą. Dokładnie miesiąc później siły Osi zajęły El Agheilę, a 31 marca zaatakowały pod Mersa Brega. Osłabiona brytyjska 3 Brygada Pancerna nie wykonała kontrataku i następnego dnia zaczęła wycofywać się w kierunku Bengazi.
Po odwrocie 3 Brygady Pancernej jej zużyte czołgi przestały nadawać się do walki, jak przewidywano, a brygada nie zdołała zapobiec manewrom flankującym sił Osi na pustyni, na południe od Wyżyny Cyrenajskiej. Pozostawiło to australijskiej piechocie w Bengazi tylko jedną drogę odwrotu na wschód, nadmorską drogą Via Balbia. Rommel podzielił swoje siły na małe kolumny, aby nękać wycofujących się aliantów, o ile pozwalało na to zaopatrzenie jego własnych sił w wodę i paliwo. Znaczne siły brytyjskie zostały schwytane w Mechili, co zmusiło Brytyjczyków do wycofania się do Tobruku, a następnie na granicę libijsko-egipską. Siły Osi nie zdołały jednak zdobyć Tobruku, zanim obrońcy zdążyli przygotować się do obrony, a następnie Rommel musiał podzielić swoje siły pomiędzy Tobrukiem a granicą z Egiptem.
Operacja Sonnenblume odniosła sukces, ponieważ zdolność Niemców do przeprowadzenia ofensywy była niedoceniana przez gen. Archbalda Wavella, dowódcę sił alianckich na Bliskim Wschodzie, Ministerstwo Wojny i premiera Winstona Churchilla. Rommel odwrócił sytuację w Afryce dzięki swojej zuchwałości, co było nieoczekiwane, pomimo obfitych raportów wywiadowczych z systemu Ultra i MI 14. Wiele brytyjskich jednostek zostało przeniesionych do Grecji, gdzie trwała już niemiecka ofensywa, a inne do Egiptu w celu reorganizacji. Niektórzy dowódcy mianowani przez Wavella okazali się niekompetentni, a on sam polegał na mapach, które okazały się niedokładne, kiedy później przybył, by przekonać się o tym naocznie.

## Tło sytuacyjne

### Włoska inwazja na Egipt
Operazione E była włoską inwazją na Egipt, mającą na celu zajęcie Kanału Sueskiego przeciwko siłom brytyjskim, Brytyjskiej Wspólnoty Narodów i Wolnej Francji, co zapoczątkowało kampanię północnoafrykańską. Po licznych opóźnieniach cel ofensywy 10 Armii marsz. Rodolfo Grazianiego został ograniczony do Sidi Barrani i ataków na siły brytyjskie w okolicy. 10 Armia weszła w głąb terytorium Egiptu na ok. 105 km, ale nawiązała kontakt jedynie z brytyjskimi siłami ochrony granic z 7 Dywizji Pancernej i nie zaangażowała głównych sił wokół Mersa Matruh. 16 września 10 Armia zatrzymała się i zajęła pozycje obronne wokół portu Sidi Barrani, zamierzając budować obozy obronne i czekać na inżynierów, by mieli rozbudować utwardzoną drogę nadmorską Via Balbia w stronę Egiptu pod nazwą Via della Vittoria. Graziani zamierzał wykorzystać tę drogę do zgromadzenia zapasów na wyprawę w stronę Mersa Matruh, około 130 km dalej na wschód, gdzie znajdowała się reszta sił 7 Dywizji Pancernej i indyjskiej 4 Dywizji Piechoty.

### Operacja Compass

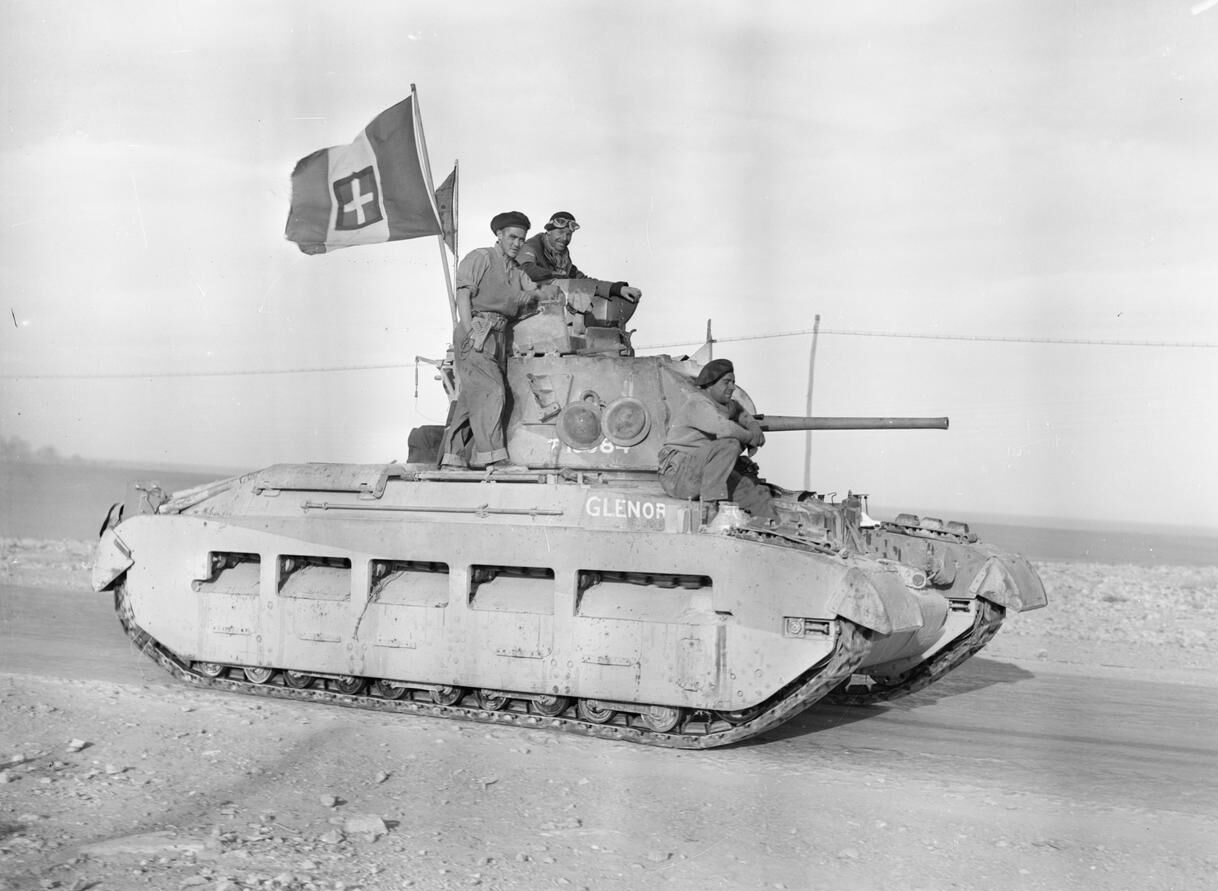
Brytyjski czołg Matilda ze zdobyczną włoską flagą

Brytyjskie Siły Pustyni Zachodniej gen. Richarda O’Connora zaatakowały 10 Armię w zachodnim Egipcie i Cyrenajce, wschodniej prowincji Libii, 9 grudnia 1940 r. Do lutego 1941 r. Siły Pustyni Zachodniej liczące ok. 30 tys. żołnierzy zaatakowały z Mersa Matruh w Egipcie podczas pięciodniowego rajdu na pozycje 10 Armii, która miała około 150 tys. ludzi na ufortyfikowanych posterunkach wokół Sidi Barrani i dalej na zachód, za granicą w Cyrenajce. 10 Armia została szybko pokonana, Sidi Barrani i Sollum odzyskane przez Brytyjczyków, a Sprzymierzeni kontynuowali operację, atakując przez Cyrenajkę, aby zdobyć Bardiję, Tobruk i Dernę. Brytyjczycy następnie ścigali 10 Armię wzdłuż Via Balbia wokół Jebel Akhdar w kierunku Trypolitanii. Combe Force, stworzona ad hoc lotna kolumna wojsk nazwana od nazwiska dowódcy, gen. Johna Combe'a, została wysłana przez pustynię na południe od Jebel Akhdar i przechwyciła ostatnie zorganizowane jednostki 10 Armii w bitwie pod Beda Fomm, a Siły Pustyni Zachodniej ścigały resztki 10 Armii do El Agheila nad Wielką Syrtą. Brytyjczycy wzięli 138 tys. włoskich jeńców, zdobyli setki czołgów, ponad 1000 dział i samolotów za cenę utraty 1900 zabitych i rannych.
Brytyjczycy nie byli w stanie kontynuować operacji Compass poza El Agheila, ze względu na trudności w zaopatrywaniu sił na tak dużą odległość oraz dlatego, że pojazdy jednostek atakujących znajdowały się w zaawansowanym stanie rozpadu mechanicznego. W lutym 1941 r. brytyjski gabinet wojenny postanowił utrzymać Cyrenajkę przy minimalnej liczbie sił i wysłać resztę wojsk do Grecji. Najbardziej doświadczone, najlepiej wyszkolone i wyposażone jednostki Sił Pustyni Zachodniej zostały skierowane do kampanii greckiej w marcu i kwietniu 1941 r. W Cyrenajce australijska 6 Dywizja Piechoty była jeszcze dość silna, ale pojazdy 7 Dywizji Pancernej nie nadawały się do użytku. Nowozelandzka 2 Dywizja Piechoty miała do dyspozycji dwie brygady, a brytyjska 6 Dywizja Piechoty w Egipcie nie miała artylerii i przygotowywała się do operacji na wyspach Dodekanezu. Australijska 7 Dywizja Piechoty gen. Johna Lavaracka i 9 Dywizja Piechoty były słabo uzbrojone i znajdowały się wciąż w fazie szkolenia, polskiej Samodzielnej Brygadzie Strzelców Karpackich brakowało wyposażenia, a dwa pułki pancerne, które zostały oddzielone od 2 Dywizji Pancernej dla wsparcia 7 Dywizji Pancernej zostały również wyczerpane walkami na późniejszych etapach operacji Compass. Reszta dywizji miała dwa pułki czołgów pościgowych, których maszyny miały zużyte gąsienice i dwa pułki czołgów lekkich; dowódca dywizji zmarł nagle i został zastąpiony przez gen. Michaela Gambiera-Parry’ego.

#### Oblężenie Giarabub
Oblężenie Giarabub miało miejsce po klęsce 10 Armii. Umocniona włoska pozycja w oazie została okrążona przez część australijskiej 6 Dywizji Piechoty. Australijski 6 Dywizjonowy Pułk Kawalerii rozpoczął oblężenie w grudniu 1940 r. i odizolował oazę, pozostawiając włoski garnizon uzależniony od zrzutów zaopatrzenia przez samoloty Regia Aeronautica. Transport lotniczy okazał się niewystarczający, a głód skłonił wielu zwerbowanych na miejscu żołnierzy kolonialnych rekrutowanych spośród miejscowej ludności arabskiej do porzucenia służby. Po wzmocnieniu sił alianckich przez australijski 2/9 batalion i baterię 4 Pułku Artylerii Królewskiej, Australijczycy zaatakowali 17 marca 1941 r. i zmusili włoski garnizon do poddania się 21 marca.

### Teren

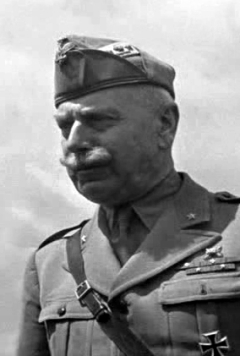
Gen. Italo Gariboldi, najwyższy dowódca sił włoskich w Libii

Długość Pustyni Zachodniej wynosi ok. 386 km, od Mersa Matruh w Egipcie do Gazali na libijskim wybrzeżu wzdłuż Via Balbia, jedynej utwardzonej drogi w regionie. Erg, nazywany Wielkim Morzem Piasku, sięgający 241 km w głąb lądu, stanowi najszerszą południową granicę pustyni w Giarabub i Siwa; w brytyjskim języku wojskowym Pustynia Zachodnia zaczęła obejmować także wschodnią Cyrenajkę w Libii. Od wybrzeża, rozciągając się w głąb lądu, na wysokości około 152 m n.p.m. wznosi się płaska przestrzeń kamienistej pustyni, która rozciąga się na odległość 200–300 km aż do Wielkiego Morza Piasku. Region zamieszkuje niewielka liczba koczowników beduińskich, a lokalna fauna składa się głównie ze skorpionów, żmij i much.
Nawigacja pustynna opiera się głównie na obserwacji słońca, gwiazd, kompasu i „wyczuciu pustyni” (ang. desert sense), jak określano dobrą orientację w terenie zdobytej dzięki doświadczeniu (kiedy włoska inwazja na Egipt rozpoczęła się we wrześniu 1940 r., Grupa Maletti gen. Pietro Malettiego, nie mając doświadczenia walkach pustynnych, zgubiła się po opuszczeniu Sidi Omar i musiała zostać odszukana przez samolot rozpoznawczy). Wiosną i latem dni są dramatycznie gorące, a noce bardzo chłodne. Sirocco, gorący pustynny wiatr, zawiewa chmury drobnego piasku, zmniejszając widoczność do kilku metrów i pokrywając oczy, płuca, maszyny, żywność oraz sprzęt. Pojazdy silnikowe i samoloty potrzebują specjalnych filtrów oleju i powietrza, a jałowy grunt oznacza, że woda i żywność, a także sklepy wojskowe muszą być transportowane z zewnątrz. Niemieckie silniki ulegały przegrzaniu, a średnia żywotność motorów czołgowych spadła z 2300–2600 km do 480–1 450 km, co dodatkowo pogorszyło się z powodu braku standardowych części zamiennych do niemieckich i włoskich typów silników.

### Zaopatrzenie

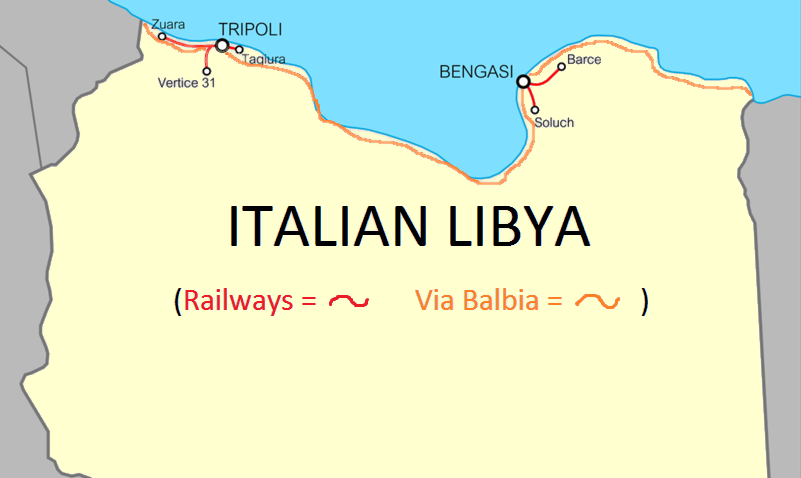
Dostępne trasy kolejowe i drogowe w Libii w 1941 r.

Normalna droga morska dla włoskich dostaw do Libii przebiegała na zachód przez Sycylię, a następnie blisko wybrzeża do portu w Trypolisie, aby uniknąć ingerencji brytyjskich samolotów, floty nawodnej i okrętów podwodnych na Malcie; jedna trzecia włoskiej marynarki handlowej została internowana po tym, jak Włochy wypowiedziały wojnę, a dywersja zwiększyła dystans podróży do ok. 970 km. Na lądzie zapasy musiały być przewożone drogami na duże odległości samochodami lub w małych ilościach koleją. Po włoskiej porażce w operacji Compass Trypolis był ostatnim  portem wojsk Osi w Afryce, z maksymalną zdolnością rozładunku czterech okrętów lub pięciu statków towarowych jednocześnie, wystarczającą do dostarczenia około 46 tys. ton ładunku miesięcznie. Odległość z Trypolisu do Bengazi wynosiła 652 km wzdłuż Via Balbia, była to połowa drogi do Aleksandrii.
Droga mogła zostać zalana, była podatna na ataki samolotów RAF-u, a podróżowanie po pustynnych trasach zwiększało zużycie pojazdów. Niemiecka dywizja zmotoryzowana potrzebowała 360 ton zaopatrzenia dziennie, a przemieszczanie zapasów na odległość 480 km angażowało 1170 dwutonowych ciężarówek. Z siedmioma dywizjami lądowymi wojsk Osi, jednostkami powietrznymi i morskimi potrzebnych było 71 tys. ton zapasów miesięcznie. Od lutego do maja 1941 r. z Włoch dostarczono nadwyżkę 46 tys. ton. Brytyjskie ataki z Malty miały pewien wpływ na żeglugę, ale w maju, w najgorszym miesiącu pod względem strat w transporcie, przybyło 91 proc. dostaw. Niedobór transportu lądowego w Libii spowodował, że niemieckie zapasy utknęły w Trypolisie, podczas gdy Włosi mieli tylko 7 tys. ciężarówek na dostawy dla 225 tys. ludzi. Rekordowa ilość dostaw przybyła w czerwcu, ale na pierwszej linii braki uległy pogłębieniu.

## Preludium

### Interwencja niemiecka

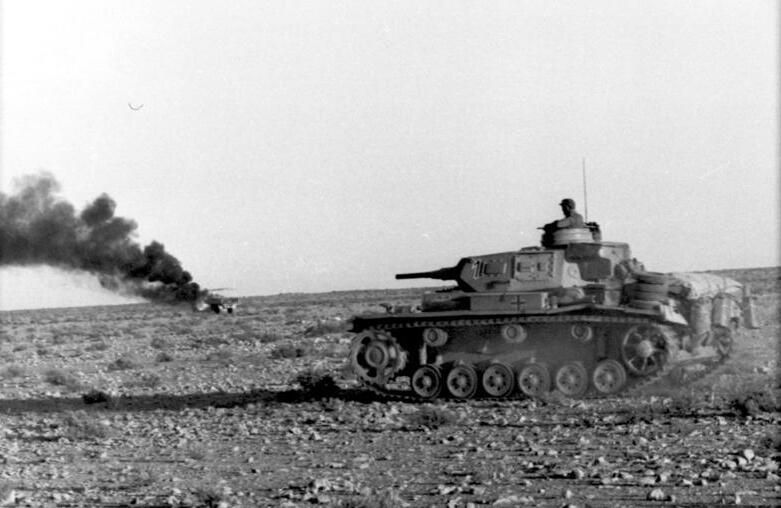
Panzer III mija płonący pojazd na pustyni, kwiecień 1941 r.

Zaangażowanie Niemców w zachodniej części Morza Śródziemnego rozpoczęło się wraz z przybyciem do Włoch w czerwcu 1940 r. gen. Maksimiliana von Pohla, szefa organizacji łącznikowej zajmującej się sprawami wywiadu. Jednostki powietrzne Luftwaffe przybyły do Włoch w październiku, aby zabrać żołnierzy włoskich do Albanii, a następnie 15 listopada 2 Flota Lotnicza feldmarszałka Alberta Kesselringa przeniosła się z Niemiec na lotniska polowe w Afryce, a X Korpus Powietrzny gen. Hansa Geislera przeprowadził się z Norwegii na Sycylię. Do stycznia 1941 r. X Korpus Powietrzny miał 120 bombowców dalekiego zasięgu, 150 bombowców nurkujących, 40 dwusilnikowych myśliwców i 20 samolotów zwiadowczych. Korpus przejął operacje Luftwaffe w południowych Włoszech, na Sycylii, w części Sardynii, a później w Afryce Północnej, z rozkazem zabezpieczenia trasy morskiej z Włoch do Afryki Północnej poprzez neutralizację Malty. Ataki miały być wymierzone przeciwko brytyjskim szlakom zaopatrzeniowym do Egiptu, a siły Osi w Afryce Północnej miały być wspierane przez Fliegerführer Afrika pod dowództwem gen. Stefana Fröhlicha. Pierwsze loty X Korpusu Powietrznego odbyły się 7 stycznia przeciwko brytyjskiemu konwojowi morskiemu i jego eskorcie lotniczej u wybrzeży Algierii.
24 października 1940 r., po zbadaniu możliwości przeprowadzenia operacji wojskowych w Afryce Północnej, gen. Wilhelm Ritter von Thoma poinformował Adolfa Hitlera, że trudności w zaopatrzeniu determinują to, co można osiągnąć, biorąc pod uwagę klimat, teren i kontrolę nad Morzem Śródziemnym. Minimalną siłą niezbędną do zdobycia Egiptu były cztery dywizje, co było również maksymalną siłą, którą można było dostarczyć z Włoch, ale Hitler odmówił rozważenia wysłania więcej niż jednej dywizji pancernej. 12 listopada führer zarządził w dyrektywie nr 18, aby dywizja pancerna była przygotowana do przeniesienia się do Afryki Północnej, ale nawet to zostało anulowane po włoskim wtargnięciu do Egiptu w Operazione E. Po tym, jak wielkość włoskiej porażki podczas operacji Compass została dostrzeżona, Hitler wydał dyrektywę nr 22 w dniu 11 stycznia 1941 r., nakazującą rozpoczęcie wysyłki Unternehmen Sonnenblume. 3 lutego zgodził się wysłać kolejną dywizję pancerną, aby dołączyła do 5 Dywizji Piechoty Lekkiej Afrika gen. Johanna von Ravensteina; pierwsze wojska niemieckie dotarły do Libii 14 lutego, a pierwsze czołgi 20 lutego. Korpus pancerny złożony z dwóch dywizji został zalecony przez generała Hansa von Funcka po wizycie w Libii w styczniu i gen. Enno von Rintelena, starszego attaché wojskowego w Rzymie, ale Hitler zgodził się tylko wysłać kolejny pułk pancerny; inne elementy 15 Dywizji Pancernej płk. Maximiliana von Herffa zaczęły przybywać pod koniec kwietnia.

#### Deutsches Afrikakorps

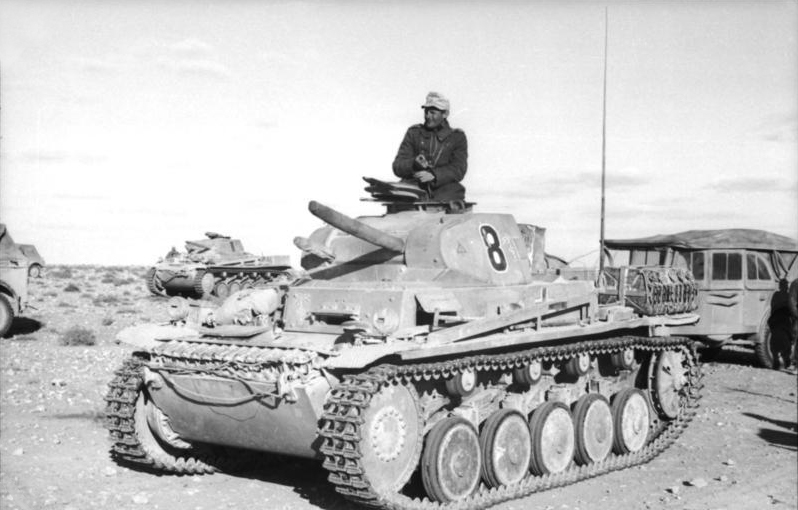
Panzer II z 15 Dywizji Pancernej w Afryce Północnej

Afrika Korps został utworzony 19 lutego jako ekspedycyjna formacja zbrojna powołana w celu obrony włoskiej Trypolitanii. Po kampanii francuskiej Heer (niemiecka armia lądowa) zaczęła zwiększać grubość pancerza na czołgach, przykręcając dodatkowe płyty ołowiane do czołgów, dlatego większość maszyn służących w 5 i 8 Pułku Pancernym była już zmodyfikowana. Same czołgi również przystosowano do warunków pustynnych, uzyskując lepsze chłodzenie silnika poprzez zwiększenie obrotów wentylatora chłodnicy i wycięcie otworów w pokrywach komory silnika. 5 Pułk Pancerny z 5 Dywizji Piechoty Lekkiej Afrika przybył do Afryki Północnej na pokładzie dwóch konwojów morskich w dniach 8–10 marca 1941 r.
Pułk miał 155 czołgów, trzy kleiner Panzerbefehlswagen (małe pojazdy dowodzenia) i cztery Panzerbefehlswagen (pojazdy dowodzenia). Kolejne 25 Panzer I przybyło do Trypolisu w celu wzmocnienia pułku 10 maja. Czołgi 5 Pułku Pancernego były nadal pomalowane na fabryczny kolor ciemnoszary obowiązujący (RAL 7021 dunkelgrau) i nosiły godło 3 Dywizji Pancernej: odwróconą literę Y z dwoma paskami. 18 stycznia 8 Pułk Pancerny ze 146 czołgami, część 10 Dywizji Pancernej, został przeniesiony do nowej 15 Dywizji Pancernej, która została utworzona z 33 Dywizji Piechoty. 8 Pułk Pancerny został wysłany do Libii w trzech konwojach od 25 kwietnia do 6 maja 1941 r. i do 28 maja zakończył swój montaż w Afryce Północnej.

### Dowództwo Osi
Po tym, jak gen. Giuseppe Tellera został zabity 7 lutego w bitwie pod Beda Fomm, gen. Italo Gariboldi przejął dowodzenie nad resztkami 10 Armii, a 25 marca zastąpił Grazianiego na stanowisku gubernatora generalnego Libii. Rommel został awansowany na generała porucznika, mianowany dowódcą DAK i przybył do Libii 12 lutego. W styczniu Rommel otrzymał rozkaz od naczelnego dowódcy armii niemieckiej feldmarszałka Walthera von Brauchitscha obrony Trypolisu i Trypolitanii, choć pozwolił mu stosować agresywną taktykę. Naczelny dowódca Regio Esercito, gen. Mario Roatta, rozkazał Gariboldiemu przekazać wszystkie włoskie jednostki zmotoryzowane pod dowództwo niemieckie, a Rommel wysłał XX Korpus z 27 Dywizją Piechoty Brescia, 17 Dywizja Piechoty Pavia i ostatnich 60 czołgów 132 Dywizji Pancernej Ariete. Niemieckie dowództwo nie miało zamiaru osiągnąć pełnego zwycięstwa w Afryce i podczas wizyty w Berlinie, nawet po ograniczonym natarciu z Trypolisu na odległość 430 km wzdłuż zatoki Wielka Syrta do miasta Syrta, a następnie kolejne 148 km do Nofilii, 19 marca powiedziano Rommlowi, że nie powinien oczekiwać posiłków.

### Dowództwo alianckie
Australijska 9 Dywizja Piechoty i brytyjska 2 Dywizja Pancerna (bez grupy brygadowej wysłanej do Grecji) pozostały w garnizonie Cyrenajki pod dowództwem gen. Henry’ego Maitlanda Wilsona, pomimo niewystarczającej siły w obliczu tego, że Niemcy wysłali wojska do Libii. Dowództwo w Egipcie zostało przejęte przez gen. Richarda O’Connora, a kwatera główna XIII Korpusu została zastąpiona przez kwaterę główną 1. Korpusu Australijskiego gen. Thomasa Blameya. Gen. Archibald Wavell, naczelny dowódca na Bliskim Wschodzie i w Egipcie, uważał, że Niemcy nie będą gotowi do ataku do maja, kiedy to zostaną już wyremontowane czołgi 2 Dywizji Pancernej, a jeszcze dwie dywizje i oddziały wsparcia, szczególnie artyleria, będą gotowe wraz z australijską 9 Dywizją Piechoty. Póki co 2 Dywizja Pancerna miała tylko pułk rozpoznawczy; 3 Brygada Pancerna posiadała niepełnowartościowy pułk czołgów lekkich i jeden wyposażony w zdobyte włoski czołgi Fiat M13/40. Pułk czołgów pościgowych przybył pod koniec marca, po wielu awariach po drodze, co zredukowało dywizję do siły niekompletnej brygady pancernej. Dwie brygady australijskiej 9 Dywizji Piechoty zostały zamienione na dwie z australijskiej 7 Dywizji, które były gorzej wyszkolone i brakowało im sprzętu oraz środków transportu.
Próby ponownego otwarcia Bengazi przez Brytyjczyków były ograniczane brakiem środków transportu, złą pogodą i od początku lutego bombardowaniami Luftwaffe i zaminowaniem portu. Ataki doprowadziły Brytyjczyków do porzucenia prób wykorzystania Bengazi do odbierania zapasów i ewakuacji włoskich zapasów oraz sprzętu przechwyconego podczas operacji Compass. Brak środków transportu uniemożliwił zaopatrzenie garnizonu na zachód od El Agheili, co było najkorzystniejszą pozycją dla linii obronnej i zmusił 2 Dywizję Pancerną do przemieszczania się między składami zaopatrzenia, zmniejszając dodatkowo jej ograniczoną mobilność. W lutym gen. Philip Neame przejął dowództwo i przewidział, że wiele czołgów zepsuje się, gdy tylko się ruszą. Odkrył również, że musi polegać na lokalnym systemie telefonicznym obsługiwanym przez włoskich operatorów. Neame potrzebował pełnowartościowej dywizji pancernej, dwóch dywizji piechoty i odpowiedniego wsparcia powietrznego, aby utrzymać ten teren. Wavell odpowiedział, że niewiele jest do wysłania i niczego nie otrzyma przed kwietniem. Na początku marca australijska 9 Dywizja Pancerna zaczęła luzować australijską 6 Dywizję w Mersa Brega dla operacji Luster, która wykazała trudność taktycznych ruchów przy niewystarczającym transporcie. 20 marca Australijczycy zostali wycofani na północ od Bengazi do Tocry, w pobliżu Er Regima, ze względu na krótkość linii zaopatrzenia, a 2 Dywizja Pancerna przejęła jej dotychczasowe obowiązki.
Pomiędzy El Agheilą i Bengazi nie było łatwych do obrony pozycji, teren był otwarty i dobry dla czołgów. Neame otrzymał rozkaz zachowania jednostek pancernych tak długo, jak to możliwe, a w razie ataku mają zadać straty siłom Osi, walczyć na całej linii aż do Bengazi, a zostaną zepchnięte, i jeśli to konieczne, opuścić port. Przed majem nie było szans na wzmocnienie, więc wysoki teren pobliskiej skarpy i splamienia na północ w pobliżu Er Regima i Barce w Jebel Akhdar miały być przetrzymywane tak długo, jak to możliwe. 2 Dywizja Pancerna przemieszczała się w głąb lądu na południe od Jebel do Antelat i działała przeciwko flance i tylnej części sił Osi, gdy przemieszczały się w górę Via Balbia lub przecinały pustynię w kierunku Mechili i Tobruk. Czołgi musiałyby wykorzystywać składy w Msus, Tecnis, Martubie, Mechili, Timimi, El Magrun i Bengazi jako substytut zapasów dostarczanych przez ciężarówki. Indyjska 3 Brygada Zmotoryzowana (brygadier EWD Vaughan) przybyła na Martubę pod koniec marca, z całym transportem, ale bez czołgów, artylerii, dział przeciwpancernych i tylko z połową zestawów bezprzewodowych, aby być gotowym do przejścia w kierunku Derny, Barce lub Mechili, jeśli zostanie zaatakowana.

## Bitwa

### 24 marca – 2 kwietnia

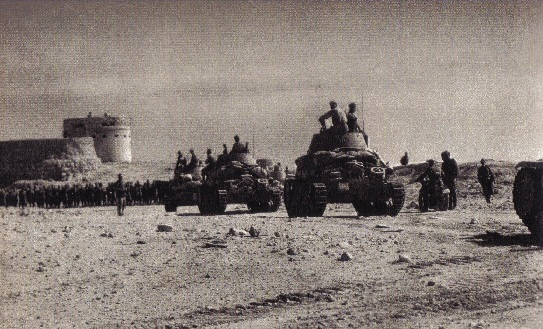
Włoskie czołgi zbliżają się do fortu Mechili

24 marca Afrika Korps uderzyło na pozycje brytyjskiej 3 Brygady Pancernej, na południowy wschód od Mersa Brega, gdzie 2 Grupa Wsparcia trzymała front o długości 13 km; Australijczycy znajdowali się 240 km na północ, minus brygada pozostawiona w Tobruku, z niedoborem sprzętu i brakiem kontaktu z 2 Dywizją Pancerną. Brytyjski rekonesans lotniczy zauważył wojska niemieckie na zachód od El Agheili w dniu 25 lutego i oczekiwano, że do 5 marca niemiecki dowódca skonsoliduje obronę Trypolitanii, spróbuje odzyskać Cyrenajkę, a następnie zaatakować Egipt. Spodziewano się, że Niemcy będą wykorzystywać Syrtę i Nofilię jako bazy, ale przed kwietniem; Rommla zidentyfikowano jako dowódcę 8 marca, lecz trudno było spodziewać się współpracy wywiadowczej z miejscową ludnością. Ograniczenia przemieszczania się niezbędne do utrzymania niewielkiej liczby żołnierzy i pojazdów w pobliżu frontu oraz niebezpieczeństwo ze strony szybkich niemieckich Schwerer Panzerspähwagen hamowały brytyjskie jednostki rozpoznawcze, których samochody pancerne były wolniejsze i miały gorsze uzbrojenie.
1 kwietnia Rommel wysłał dwie kolumny, aby schwytać Mersa Brega, wraz z 5 Pułkiem Pancernym, 8. batalionem karabinów maszynowych, 3. jednostką zwiadowczą oraz działami przeciwpancernymi, a artyleria poruszała się wzdłuż Via Balbia jako 2. batalion karabinów maszynowych i wykonała ruch oskrzydlający przez pustynię na południe. Brytyjczycy wycofali się z Mersa Brega, ustępując pola Niemcom, gdy dywizje Ariete i Brescia nacierały z Trypolisu. 5 Dywizja Piechoty Lekkiej Afrika została skierowana do Agedabii i portu Zuetiny, pomimo włoskich zastrzeżeń. Zwiad lotniczy 3 kwietnia ujawnił, że Brytyjczycy nadal się wycofywali, a Rommel poprosił o zwiad wokół południowej flanki oddział włoski, podczas gdy kilka niemieckich plutonów wysłano pod dowództwem ppłk. Gerharda von Schwerina w kierunku Maaten el Grara, skąd mieli obserwować drogę w kierunku Msus, na południowy wschód od Bengazi i Ben Gania dalej na południe. 3. jednostka zwiadowcza otrzymała rozkaz rozpoznania Soluch i Gheminesy; wieczorem jednak Rommel wysłał ich do Bengazi.

### 3–5 kwietnia
3 kwietnia gen. Gambier-Parry otrzymał wiadomość, że duże siły pancerne wroga zbliżają się do Msus, miejsca głównego zrzutu zaopatrzenia dywizji. Przeniosła się tam 3 Brygada Pancerna bryg. Rimintona i stwierdziła, że benzyna została zniszczona, aby zapobiec przechwyceniu jej przez wroga. Brygada czołgów została już zredukowana w wyniku strat i awarii do 12 czołgów pościgowych, 20 czołgów lekkich i 20 czołgów włoskich. Neame otrzymał sprzeczne raporty o pozycjach sił brytyjskich i sił Osi, a 5 kwietnia doniesienia, że duże siły wroga zbliżają się do El Abiar, skłoniły go do rozkazania australijskiej 9 Dywizji Piechoty marszu z powrotem do Wadi Cuff na północny wschód od Bengazi, a elementom 2 Dywizji Pancernej, aby strzegły flanki pustynnej i wycofały się na Mechili. Sprzeczne raporty doprowadziły Neame’a do przeciwdziałania tym rozkazom, co spowodowało zamieszanie wśród Australijczyków. 6 kwietnia brytyjski rekonesans lotniczy poinformował, że na pustyni znajdują się kolumny wojsk Osi, a indyjska 3 Brygada Zmotoryzowana odparła atak na Mechili, co skłoniło O’Connora do decyzji o zarządzeniu ogólnego odwrotu.
Dowództwo 2 Dywizji Pancernej i 2 Grupy Wsparcia zostały wysłane z powrotem do Mechili, a następnie do 3 Brygady Pancernej. Rimington uznał, że brygadzie pancernej brakuje paliwa, by dotrzeć do Mechili i nakazał marsz do Maraury, gdzie znaleziono niewielką ilość benzyny. Rimington planował przejść do Derny przez El Gubbę, aby uzyskać więcej paliwa; jednak Rimington i jego zastępca zostali schwytani. Brygada kontynuowała i tłoczyła na niewielkim obszarze Australijczyków, którzy omijali Dernę, gdy wycofywali się do Gazali. Australijczycy zabrali każdy pojazd, który mógł się poruszać i wycofali się do 17:00, po zniszczeniu wszelkiego sprzętu, którego nie dało się zabrać, aby nie wpadł w ręce wroga, osłaniani przez 1. batalion Pułku King’s Royal Rifle Corps, niedawno przybyły z Egiptu batalion motorowy (australijski 2/13. batalion został wysłany na Martubę, aby zablokować trasę z Mechili, a pierwsze jednostki dywizji dotarły do Tmimi przed godziną 4:30 rano 7 kwietnia, gdzie australijska 26 Brygada utrzymała miasto aż do przejścia całej dywizji i maruderów z innych jednostek).

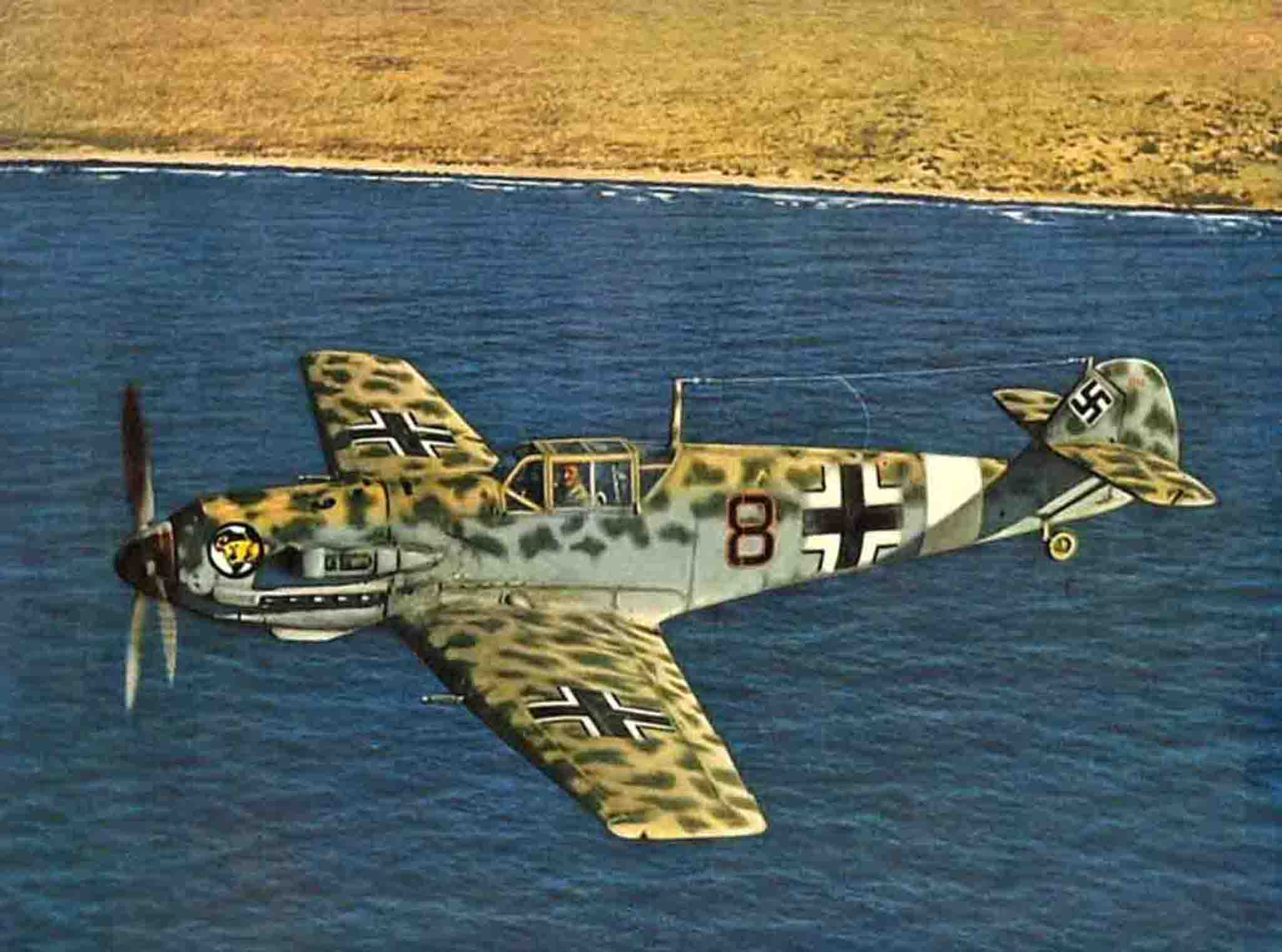
Bf 109E-4Trop z dywizjonu JG27 u wybrzeży Afryki Północnej, 1941 r.

5 Dywizja Piechoty Lekkiej Afrika, znajdująca się pomiędzy Agedabią i Zuetiną, poinformowała, że potrzebuje czterech dni na tankowanie, ale Rommel nakazał rozładowanie każdego pojazdu dostawczego i wszystkie, wraz z zapasowymi pojazdami bojowymi, wysłano 464 km na zachód od El Agheili, aby odebrać i przekazać paliwo w ciągu 24 godzin, podczas gdy reszta dywizji czekała na zaopatrzenie. Mimo zastrzeżeń ze strony Gariboldiego, Rommel zdecydował, że natarcie musi przebiegać szybciej, jeśli Brytyjczycy mają zostaną okrążeni. W nocy z 3 na 4 kwietnia 3. jednostka zwiadowcza wkroczyła do Bengazi i tego samego ranka Rommel nakazał jej kontynuować marsz do Mechili, gdy tylko nadejdzie dywizja Brescia. Gdy jednostki dotarły do Bengazi, Rommel ułożył je w kolumny; Grupa Schwerina została wysłana do Tmimi, a Grupa Fabrisa, złożona z motocykli i artylerii dywizyjnej Ariete, do Mechili podążając za resztą dywizji Ariete. Gen. Streich, dowódca 5 Dywizji Piechoty Lekkiej Afrika, otrzymał rozkaz ataku na Tobruk z 8. batalionem karabinów maszynowych, częścią 5 Pułku Pancernego i kompanią przeciwpancerną. Płk Olbrich, dowódca 5 Pułku Pancernego, został wysłany z 2. batalionem karabinów maszynowych, artylerią i batalionem pancernym dywizji Ariete przez Msus do Mechili lub dalej do Tmimi, a gen. Heinrich Kirchheim, który był w okolicy przez przypadek, został zastraszony i otrzymał rozkaz, aby przejść dwiema kolumnami wzdłuż Via Balbia i przez Jebel Akhdar z dywizją Brescia.
Pod koniec dnia 4 kwietnia Grupie Schwerina skończyło się paliwo i utknęła w pobliżu Bena Gani, z włoskimi kontyngentami idącymi za nimi, a Grupa Streicha dotarła tylko do Maaten el Grara; następnego dnia Grupa Streicha dotarła do Tengeder, a reszta posunęła się o 32–48 km. 3. jednostka zwiadowcza została zatrzymana przez artylerię 2 Grupy Wsparcia na zachód od Charruby, Grupa Olbricha dotarła do Antelat, a jednostka karabinów maszynowych napierała na wschód od Sceleidima; Grupa Kirchheima miała pierwszą kolumnę w Drianie, a drugą w Er Regima. Zwiad lotniczy 5 kwietnia wykazał, że Brytyjczycy wciąż się wycofywali; Rommel nakazał zebrać kolumny sił Osi w Mechili. Grupa Fabrisa i dywizja Ariete utknęły w martwym punkcie pomiędzy Ben Gania a Tengeder, na południe od Mechili, a wieczorem Rommel odłączył 8. batalion karabinów maszynowych ppłk. Gustava Ponatha od Grupy Streicha i wysłał ją do Mechili, gdzie zaawansowane jednostki Grupy Schwerina przybyła wcześnie rano 6 kwietnia. Ponath został wysłany w kierunku Derny z małą grupą, w tym czasie Grupa Kirchheima miała jedną kolumnę w pobliżu Maddaleny, a drugą na wschód od El Abiar. 3. jednostka zwiadowcza prawie się nie ruszyła, a Grupie Olbricha znów zabrakło paliwa. Ponath dotarł do drogi nad wybrzeżem i ruszył na lotnisko na południe od Derny rankiem 7 kwietnia.

### 6–8 kwietnia
Kirchheim wysłał niezmechanizowane elementy dywizji Pavia i Brescia wzdłuż Via Balbia, a zmechanizowane i zmotoryzowane jednostki przez Jebel Akhdar. 6 kwietnia dywizja Ariete dotarła do Mechili, a w południe Ponath ponownie zebrał grupę w pobliżu lotniska w Dernie i przeciął jedną z brytyjskich tras odwrotu. 5 Królewski Pułk Pancerny ppłk. H. D. Drewa odparł dwa zdecydowane ataki, a następnie kontratakował czterema ostatnimi czołgami brytyjskimi w tym rejonie. Reszta sił alianckich wycofała się, po czym czołgi zostały obezwładnione, a droga pozostała otwarta dla maruderów w Dernie. Neame rozkazał dowództwu przenieść się z powrotem do Tmimi, na zachód od Tobruku, gdzie szef sztabu bryg. John Harding przybył wcześnie rano 7 kwietnia, lecz nie zastał tam ani Neame’a, ani O’Connora. Harding nakazał dowództwu przenieść się do Tobruku i zgłosił swoje obawy Wavellowi w Egipcie. Podczas odwrotu Neame, O’Connor i Combe opuścili Marauę o 20:00 i obrali pustynny szlak w El Gubbie, lecz później błędnie skręcili na północ w kierunku Derny, zamiast na wschód do Tmimi i wpadli na Grupę Ponatha niedaleko Martuby, trafiając w ten sposób do niemieckiej niewoli.
Rommel zamierzał zaatakować Mechili 7 kwietnia, ale siły Osi były rozproszone, pozbawione paliwa i zmęczone. Grupa Fabrisa ruszyła naprzód w ciągu poranka, ale dywizja Ariete i Grupa Streicha straciły cały dzień, po tym jak zostały zaatakowane przez samoloty RAF-u; w dodatku kompania A komandosów z Long Range Desert Group nadeszła niespodziewanie z południa, aby nękać ruchy wojsk Osi. Do zmroku 7 kwietnia australijska 9 Dywizja Piechoty (nie licząc 24 Brygady Piechoty) wraz z 2 Grupą Wsparcia zablokowały Via Balbia w Acromie, około 24 km na zachód od Tobruku, gdzie australijskie: 18 i 24 Brygada Piechoty przygotowywały się do obrony (18 Brygada przybyła z Egiptu drogą morską, po anulowaniu planów przerzucenia australijskiej 7 Dywizji Piechoty do Grecji). Niewielkie siły utrzymywały El Adem, na południe od Tobruku, aby obserwować podejścia z południa i południowego zachodu, a w Mechili Gambier-Parry miał lekko opancerzone pojazdy i dowództwo 2 Dywizji Pancernej oraz ostatnie czołgi pościgowe, większość indyjskiej 3 Brygady Zmotoryzowanej, 1. baterii Królewskiej Artylerii Konnej, część australijskiego 2/3 Pułku Pancernego i elementy innych jednostek.
Niemcy dwukrotnie próbowali blefować co do wielkości swoich sił, aby skłonić Gambiera-Parry’ego do poddania się, ale ten otrzymał od dowództwa rozkaz, by przebić się i wycofać do El Adem. Postanowił więc zaatakować o świcie, aby zyskać choć odrobinę elementu zaskoczenia. 8 kwietnia szwadron 18 Pułku Kawalerii przedarł się, a następnie zawrócił, aby zaatakować włoską artylerię, gdy część indyjskich żołnierzy 11 Pułku Prince Albert Victor's Own Cavalry (Frontier Force) uciekła. Większość garnizonu została przygwożdżona, ale podczas drugiej próby o 8:00 rano uciekły małe grupy 2 Pułku Królewskich Ułanów. Garnizon wystrzelał większość amunicji do broni strzeleckiej, celując w wizjery niemieckich czołgów, które były otwarte z obawy przed minami i kiedy zaatakowała włoska piechota, pozostało niewiele amunicji. Gambier-Parry i 2700–3000 żołnierzy brytyjskich, indyjskich i australijskich poddało się gen. Pietro Zaglio, dowódcy dywizji Pavia.

### Tobruk

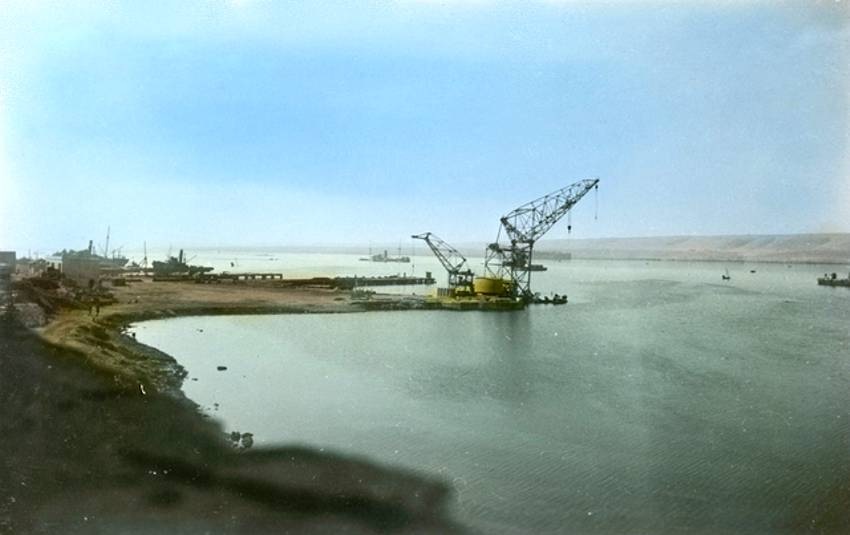
Port w Tobruku w 1941 r.

Do 8 kwietnia najbardziej wysunięte naprzód jednostki niemieckie dotarły do Derny, ale niektórym oddziałom, które przecięły Jebel Akhdar, zabrakło wody i paliwa w Tengeder. Prittwitz, dowódca 15 Dywizji Pancernej, został wysłany z kolumną jednostek rozpoznawczych, przeciwpancernych, karabinów maszynowych i artylerii, aby zablokować wschodnie wyjście z Tobruku, gdy 5 Dywizja Piechoty Lekkiej Afrika ruszyła z południowego zachodu, a dywizja Brescia zbliżała się z zachodu. Rommel miał nadzieję ścigać Brytyjczyków przez Egipt i zdobyć Aleksandrię, ale przeciążenie linii zaopatrzeniowych, sprzeciw Oberkommando der Wehrmacht i brytyjska obrona Tobruku uniemożliwiły to.
10 kwietnia Rommel uznał Kanał Sueski za cel Afrika Korps i nakazał zapobiegać ucieczce wojsk alianckich z Tobruku. Następnego dnia port został cyrkumwalowany, ale pośpiech zakończył się z 5 Dywizją Piechoty Lekkiej Afrika po wschodniej stronie, Grupą Prittwitza na południu (sam Prittwitz został zabity) i dywizją Brescia na zachodzie. 3. jednostka zwiadowcza przeszła do Bardiji, a do Sollum wysłano złożone siły, by próbowały dotrzeć do Mersa Matruh, ale powstrzymały ją Brytyjskie Siły Mobilne bryg. Williama Gotta na granicy, które przeprowadziły akcję opóźniającą wokół Sollum i Capuzzo. Tobruk był broniony przez siły około 25 tys. żołnierzy brytyjskich i australijskich, wspieranych przez oddziały polskie i czechosłowackie, dobrze zaopatrzonych w zapasy i połączonych z Egiptem przez okręty Royal Navy. Garnizon posiadał samochody pancerne i zdobyczne włoskie czołgi, które mogły napadać na konwoje zaopatrzeniowe wojsk Osi, gdy te mijały Tobruk na granicę i uniemożliwiały tym samym ofensywę wojsk niemiecko-włoskich na Egipt.

## Następstwa

### Analiza
W 1956 r. historyk Ian Playfair napisał, że brytyjskie założenia dotyczące czasu potrzebnego na przygotowanie kontrofensywy wojsk Osi nie były nierealistyczne, ale zostały zdezaktualizowane śmiałością Rommla i faktem, że 3 Brygada Pancerna była tylko brygadą z nazwy i nie było dostępnych czołgów do ponownego wyposażenia brygady lub 7 Dywizji Pancernej w Egipcie. Kiedy Afrika Korps zaatakował, nie istniały siły pancerne zdolne do kontrataku lub przerwania łączności wojsk Osi. Zanim Brytyjczycy wycofali się do Jebel Akhdar, piechota nie miała wystarczającej mobilności, czołgi 3 Brygady Pancernej rozpadały się na kawałki, a jedyną rezerwą była brygada motorowa bez czołgów, artylerii i dział przeciwpancernych. Tak długo, jak siły Osi miały paliwo potrzebne do manewrowania, Brytyjczycy nie mieli środków obrony przed atakami oskrzydlającymi na południu. Odwrót do Tobruku się udał, ale pierwsza włosko-niemiecka ofensywa okazała się pełnym operacyjnym sukcesem i „triumfem Rommla”.
Luftwaffe i Regia Aeronautica miały niewielki wpływ na przebieg operacji, pomimo wad RAF-u, jakie ujawniły się podczas odwrotu. Fliegerführer Afrika nie podlegał władzy wojskowej i sam wybierał cele dla sił powietrznych. Przeprowadzono wiele ataków szturmowych na brytyjskich żołnierzy i pojazdy, ale nie koncentrowały się one na właściwych miejscach, pomimo nielicznych dróg odwrotu wokół Wyżyny Cyrenajskiej i na południe od Jebel Akhdar. Afrika Korps został osłabiony, a siły powietrzne były zaangażowane w Grecji i w Afryce dostępne były tylko dwa dywizjony myśliwskie i jeden bombowy do 8 kwietnia, kiedy przybył kolejny dywizjon bombowców. Dywizjony myśliwskie wykonywały patrole nad ważnymi obszarami i od czasu do czasu były w stanie osłonić miejsca koncentracji wojsk, ale nie dały rady zapobiec atakom powietrznym na dwa konwoje paliwowe, które zostały zniszczone. Brytyjczykom brakowało samolotów, aby utrzymać przewagę w powietrzu, a siły powietrzne Osi nie podejmowały konsekwentnych prób jej przejęcia, co spowodowało równowagę pomiędzy stronami.
Ograniczenia podaży uniemożliwiły siłom Osi przekroczenie granicy libijsko-egipskiej do połowy kwietnia. Dopóki port w Tobruku był w posiadaniu Brytyjczyków, pozycja wojsk niemiecko-włoskich na granicy była niestabilna, ponieważ siły Osi były rozproszone przez oblężenie Tobruku, podczas gdy Brytyjczycy mogli odbudować swoją siłę w Egipcie. Kolumny Brytyjskich Sił Mobilnych z Halfaya, Sofafi, Buq Buq i Sidi Barrani zaczęły nękać Niemców w okolicach fortu Capuzzo i Sollum, a po zasadzce w pobliżu Sidi Azeiz lokalny niemiecki dowódca wysłał raport do Rommla, który doprowadził do ataku Grupy Herffa z 25–26 kwietnia. Szybkie uderzenie zepchnęło Brytyjczyków z powrotem do Buq Buq i Sofafi, ale kwietniowe ataki Niemców na Tobruk okazały się kosztownymi niepowodzeniami.
Matthew Cooper napisał w 1978 r., że Tobruk został cyrkumwalowany 11 kwietnia, po dwunastodniowym wyprzedzeniu. Niemieckie czołgi okazały się lepsze od ich brytyjskich odpowiedników, ale Oś nie mogła utrzymać siły dalej na wschód niż Sollum, bez Tobruku. Siły niemieckie rozpoznały walką obronę Tobruku w dniach 11–12 kwietnia, po czym zaatakowały 13–14 kwietnia i ponownie w dniach 16–17 kwietnia. 2 maja Rommel przyjął, że siły Osi są niewystarczające, aby zdobyć Tobruk i trzeba będzie przygotować się do odparcia brytyjskiego kontrataku z Egiptu, a chroniczny brak paliwa zdeterminuje ruchy wojsk bardziej niż taktyka. Włoskie najwyższe dowództwo chciało zrobić przerwę przed wkroczeniem do Egiptu, podobnie jak Hitler, który również uważał zdobycie Tobruku za niezbędne, a Rommel zażądał większej liczby samolotów do przewozu amunicji, paliwa i wody. Gen. Friedrich Paulus, zastępca szefa sztabu generalnego, został wysłany do Afryki, aby zorientować się w sytuacji. Brytyjczycy otrzymali za pośrednictwem systemu Ultra odszyfrowanie raportu Paulusa, ale „wspaniały wyczyn wywiadowczy” został źle przeprowadzony, zachęcając do przedwczesnego przeprowadzenia operacji Brevity.
W 1993 roku Harold E. Raugh napisał, że przekierowanie tak wielu brytyjskich jednostek do Grecji było głównym powodem sukcesu operacji Sonnenblume, wraz z przeniesieniem jednostek do Egiptu w celu remontu, mianowaniem przez Wavella niekompetentnych dowódców i jego nieudanym badaniem terenu. Potencjał Niemców do przeprowadzenia ofensywy był niedoceniany, a Wavell, Biuro Wojny i Winston Churchill przeoczyli zdolność, zuchwałość i potencjał Rommla do zmiany sytuacji w Afryce na swoją korzyść, pomimo obfitych raportów wywiadowczych z Ultra i MI 14. W 1949 r. Wavell napisał, że podjął nieuzasadnione ryzyko w Cyrenajce, formując oczekiwania względem sił Osi w oparciu o doświadczenie walki z armią włoską; „Z pewnością nie przewidziałem możliwości Rommla po moim doświadczeniu z Włochami. Powinienem był być bardziej ostrożny…”.

### Straty
Brytyjczycy stracili 3000 ludzi, gdy większość indyjskiej 3 Brygady Zmotoryzowanej została zmuszona do poddania się w Mechili 8 kwietnia. Generałowie porucznicy Neame i O’Connor, Gambier-Parry, brygadier R. Rimington i podpułkownik J.F. B. Combe zostali schwytani. W dniach 24 marca – 14 maja 3 Brygada Pancerna straciła większość swoich czołgów z powodu awarii mechanicznej, braku paliwa i rozbiórek, aby zapobiec ich przejęciu przez wroga. Około dwudziestu czołgów zawrócono wcześniej do Tobruku w celu naprawy, a kolejne trzy nienadające się do remontu czołgi zostały uratowane podczas odwrotu; 103–107 niemieckich czołgów zostało obezwładnionych, ale wiele z nich odnalazły później i naprawiły służby inżynieryjne.

### Późniejsze operacje

#### Oblężenie Tobruku

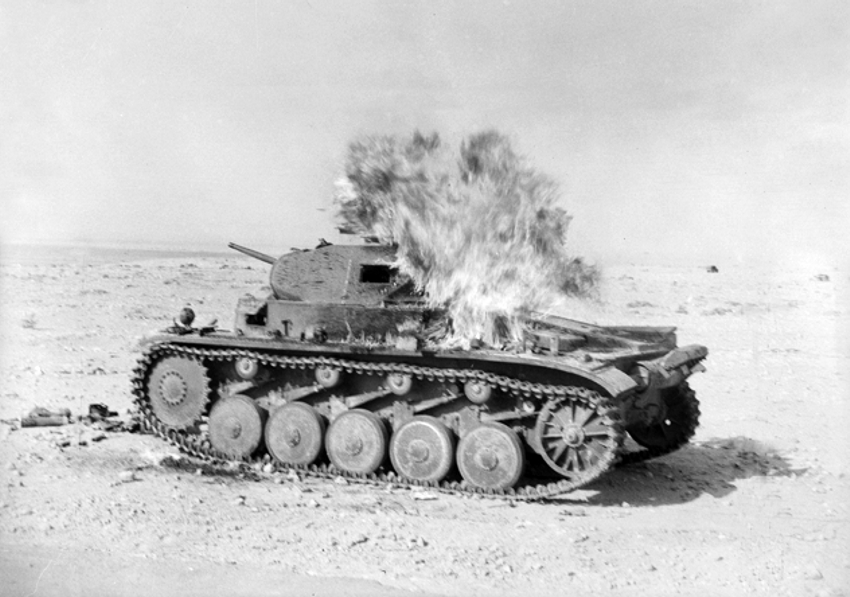
Trafiony Panzer II płonie pod Tobrukiem, 1941 r.

Od 11 do 12 kwietnia 5 Pułk Pancerny rozpoznał bojem obronę australijskiej 20 Brygady w pobliżu drogi na El Adem i został odparty przez ostrzał artyleryjski; niemiecka piechota, która dotarła do rowu przeciwpancernego, została odparta przez australijską piechotę. Niemcy byli zaskoczeni, zakładając, że statek cumujący w Tobruku był tam, aby ewakuować garnizon i zaplanowali atak 5 Dywizji Piechoty Lekkiej Afrika na noc 13/14 kwietnia. Grupy pojazdów Osi zostały zaatakowane przez 45 i 55 Dywizjon RAF-u, które uzbroiły się na lotniskach wewnątrz pierścienia okrążenia. Atak rozpoczął się od próby przedostania się do rowu przeciwpancernego na zachód od drogi na El Adem w sektorze australijskiego 2/17. batalionu i został odparty. Później podjęto kolejną próbę i przed świtem ustanowiono mały przyczółek, przez który 5 Pułk Pancerny przejechał i skręcił na północ, gotów do podzielenia się na jedną kolumnę kierującą się w stronę portu i drugą, idącą na zachód, w celu odcięcia garnizonu, ale natarcie zostało zatrzymane. Włosi spóźniali się z przygotowaniem planów fortyfikacji portowych, a po trzech tygodniach Rommel zawiesił ataki i wznowił oblężenie. Włoskie dywizje piechoty zajęły pozycje wokół twierdzy, podczas gdy większość Afrika Korps utrzymywała pozycję mobilną na południe i wschód od portu, utrzymując granicę w zasięgu ręki.

#### Operacja Brevity

Obszar operacji Brevity

Operacja Brevity (15–16 maja) była ograniczoną brytyjską ofensywą, zaplanowaną jako szybki cios przeciwko słabym siłom Osi na linii frontu wokół Sollum, fortu Capuzzo i Bardiji na granicy egipsko-libijskiej. Brytyjczycy otrzymali z systemu Ultra przechwycone raporty Paulusa, który rozważał wyczerpanie i tragiczną sytuację zaopatrzeniową sił Osi pod Tobrukiem i na granicy, co zachęciło aliantów do przedwczesnej próby zadania strat Afrika Korps i zdobycia pozycji wyjściowych pod przyszłe ataki, mające na celu odblokowanie Tobruku. Garnizon oblężonego portu, 160 km na zachód, oparł się atakom sił Osi, a jego australijscy, brytyjscy, polscy i czescy obrońcy nadal mogli zagrozić liniom zaopatrzenia wojsk niemiecko-włoskich z Trypolisu, co spowodowało, że Rommel dał pierwszeństwo oblężeniu, pozostawiając linię frontu słabo obsadzoną. 15 maja gen. Gott zaatakował mieszanymi siłami piechoty i wojsk pancernych w trzech kolumnach.
Przełęcz Halfaya została przejęta po złamaniu zdecydowanego oporu Włochów, a w Libii Brytyjczycy zdobyli fort Capuzzo, lecz niemieckie kontrataki odzyskały go po południu, powodując kosztowną porażkę aliantów. Operacja rozpoczęła się dobrze i wprawiła w osłupienie dowódców Osi, ale większość jej wczesnych zdobyczy została utracona w wyniku kontrataków, a wraz z niemieckim wsparciem przybywającym spod Tobruku operacja została odwołana. Gott zaniepokoił się tym, że jego wojska zaryzykowałyby złapanie na otwartej przestrzeni przez niemieckie czołgi i przeprowadził etapami odwrót do przełęczy Halfaya 16 maja. W dniach 26–27 maja wojska niemieckie ponownie zdobyły przełęcz podczas operacji Skorpion. Brytyjczycy wznowili przygotowania do operacji Battleaxe, która rozpoczęła się 15 czerwca.